# 毛弘 (明朝)
毛弘（?—?），字士廣，南直隸鄞縣人。明朝官吏、同進士出身。

## 生平
英宗天順元年（1457年），登進士。天順六年，授刑科給事中。憲宗成化三年，進言勸停賞筵，得到批准。慈懿太后崩，憲宗下旨另擇葬地（英宗遺願是與慈懿太后同葬），毛弘上疏阻勸，未被接納。毛弘遂與眾官伏哭文華門，憲宗最終同意慈懿太后與英宗合葬。後三遷至都給事中，因病而終。